# Greydon Clark
Greydon Clark (Niles, 7 febbraio 1943) è un regista, sceneggiatore, produttore cinematografico e attore statunitense.

## Biografia
Greydon Clark è nato a Niles, Michigan, il 7 febbraio 1943.
Ha esordito come attore nel 1969 nel film The Mighty Gorga di David L. Hewitt. Dopo aver recitato in alcuni film, nel 1971, dirige il suo primo film, Mothers, Fathers and Lovers.
Fino alla di lei morte, Clark è stato sposato con l'attrice Jacqulin Cole, dalla quale ha avuto due figli.

## Filmografia

### Regista

#### Cinema
- Mothers, Fathers and Lovers (1971)
- Tom (1973)
- Black Shampoo (1976)
- Le ragazze di Satana (Satan's Cheerleaders) (1977)
- Hi-Riders (1978)
- Angel's Brigade (1979)
- Horror - Caccia ai terrestri (Without Warning) (1980)
- Incontri stellari (The Return) (1980)
- Wacko (1982)
- Porci con le ragazze (Joysticks) (1983)
- Final Justice (1984)
- Uninvited (1987)
- Teste rasate (Skinheads) (1989)
- Il ballo proibito (The Forbidden Dance) (1990)
- Kabuki Killer (Out of Sight, Out of Mind) (1990)
- Mad Dog Coll (1992)
- Danza macabra (Dance Macabre) (1992)
- Russian Holiday (1993)
- Dark Future (1994)
- Stargames (1997)

#### Televisione
- Mike Hammer, Private Eye – serie TV, 2 episodi (1997)

### Attore

#### Cinema
- The Mighty Gorga, regia di David L. Hewitt (1969)
- Satan's Sadists, regia di Al Adamson (1969)
- Satan's Sadists - Outtakes, regia di Al Adamson - cortometraggio (1969)
- Smashing il racket del crimine (Hell's Bloody Devils), regia di Al Adamson (1970)
- Mothers, Fathers and Lovers, regia di Greydon Clark (1971)
- Dracula contro Frankenstein (Dracula vs. Frankenstein), regia di Al Adamson e Samuel M. Sherman (1971)
- Tom (1973)
- Psychic Killer, regia di Ray Danton (1975)
- Black Shampoo, regia di Greydon Clark (1976) non accreditato
- Angel's Brigade, regia di Greydon Clark (1979) non accreditato
- Incontri stellari (The Return), regia di Greydon Clark (1980) non accreditato
- Final Justice, regia di Greydon Clark (1984)
- Uninvited, regia di Greydon Clark (1987)
- Danza macabra (Dance Macabre), regia di Greydon Clark (1992)
- Stargames, regia di Greydon Clark (1997)